# 毛利喬
毛利 喬（もうり たかし、明治21年(1888年) 10月11日 - 昭和32年(1957年) 1月2日)は、大日本帝国陸軍軍人。最終階級は陸軍少将。歩兵第137連隊長時代の部下からは、寡黙沈着、包容力があり、部下に対しても慈愛心があり、戦場における名統率者であったと称賛された。

## 経歴
父は紀州徳川家家臣 毛利太郎左衛門家 毛利貞次郎。妻は彦根藩主 井伊家の家臣 三宅庄左衛門家 三宅太郎三女 末（スエ）。
1939年（昭和14年）夏、毛利部隊（第104師団歩兵第137連隊）が広東省潮州に入城した際、『韓山は韓退之（韓愈）の遺跡だから破壊するな』と、韓江対岸の韓山麓から抵抗する中国軍に対し、戦闘の不利を忍んで砲撃を禁じた事により、『白鸚鵡賦』と記された韓愈の筆による碑は守られた。
1939年（昭和14年）10月20日、毛利喬、竹原三郎両少将 門司港に帰還。翌21日 下関港を出発、22日 釜山港上陸。25日 第二次ノモンハン事件後の国境防衛隊として第7師団はハンダガイ地区に屯営。
1940年（昭和15年）1月9日、ハンダガイ地区国境防衛を歩兵第13旅団と交代し、歩兵第14旅団はチチハルに駐留。9月24日 内地帰還の為ハンダガイを出発、10月7日 小樽港上陸、10月9日 第7師団 旭川に帰還。10月17日 第7歩兵団司令部編成完結、歩兵第14旅団は第7歩兵団となる。同日 第7歩兵団長。
1940年（昭和15年) 10月21日 午前10時 旭川練兵場において、北部第一部隊長・諸兵指揮官として、紀元二千六百年祝典観兵式を施行。
1941年（昭和16年）3月1日 第7師団司令部附。8月1日 兵務部長。
1942年（昭和17年）8月1日 南方軍総司令部附。8月3日 旭川を出発、同日台北着。8月12日 台北を出発、同日西貢着。8月14日 西貢を出発、同日 昭南島着。9月5日 第16独立守備隊編成下令、9月10日 第25軍第16独立守備隊長。10月2日 昭南島を出発、同日東南アジア有数の大油田があるパレンバン（スマトラ島）着。10月14日 パレンバンを出発、同日ラハト着。10月31日編成完了、翌年1943年（昭和18年）4月30日にかけて南部スマトラ島警備。5月1日から10月にかけて南部スマトラ島防衛。10月1日 第46師団 兵務部長。10月21日 パレンバンを出発し、10月27日熊本に帰還。
1943年（昭和18年）10月29日 留守第6師団 兵務部長。
終戦の3カ月前に現役軍人を退き、1947年（昭和22年）11月28日、公職追放仮指定を受けた。
1957年（昭和32年）に68歳で生涯を終える。

### 軍歴
- 1901年（明治41年）5月31日 陸軍幼年学校卒業。同日仕官候補生として第4師団 歩兵第37連隊入隊。12月1日 陸軍士官学校入学
- 1910年（明治43年）
  - 5月28日 陸軍士官学校第22期卒業
  - 陸軍歩兵少尉 第4師団 歩兵第37連隊附
- 1913年（大正2年）12月9日 陸軍歩兵中尉
- 1920年（大正9年）
  - 4月9日 陸軍歩兵大尉
  - 5月26日 第4師団歩兵第37連隊中隊長
- 1921年（大正10年）4月20日 第4師団 歩兵第37連隊 大隊副官
- 1922年（大正11年）8月15日 堺連隊区司令部部員
- 1923年（大正12年）4月23日 堺連隊区副官
- 1924年（大正13年）3月15日 第4師団司令部附
- 1927年（昭和2年）5月24日 陸軍歩兵少佐 第3師団歩兵第18連隊附
- 1928年（昭和3年）1月14日 豊橋連隊区司令部員
- 1930年（昭和5年）8月1日 第3師団 歩兵第18連隊 大隊長
- 1932年（昭和7年）
  - 8月8日 陸軍歩兵中佐 第3師団 歩兵第6連隊附
  - 9月3日 第3師団 軍法会議判士
- 1934年（昭和9年）
  - 4月1日 第3師団 歩兵第6連隊附
  - 12月13日 第3師団 副官
- 1936年（昭和11年）8月1日 陸軍歩兵大佐 第3師団 司令部附
- 1937年（昭和12年）11月1日 富山連隊区司令官
- 1939年（昭和14年）
  - 1月31日 第104師団歩兵第137連隊長
  - 10月2日 陸軍少将 第7師団 歩兵第14旅団長（歩兵第14旅団は歩兵第27連隊、歩兵第28連隊の2個歩兵連隊を管轄）
- 1940年（昭和15年)  10月17日 第7師団 第7歩兵団長（第7歩兵団は歩兵第26連隊、歩兵第27連隊、歩兵第28連隊の3個歩兵連隊を管轄）
- 1941年（昭和16年）
  - 3月1日 第7師団 司令部附
  - 8月1日 第7師団 兵務部長
- 1942年（昭和17年）
  - 8月1日  南方軍総司令部附
  - 9月5日 第16独立守備隊編成
  - 9月10日 第25軍 第16独立守備隊長
- 1943年（昭和18年）
  - 10月1日 第46師団 兵務部長
  - 10月29日 留守 第6師団 兵務部長
- 1944年（昭和19年）
  - 6月5日 第6師団 軍法会議判士
  - 4月1日 熊本師管区 兵務部長
  - 4月30日 侍命被仰附
  - 5月1日 予備役被仰附

## 栄典
位階
- 1911年（明治44年）3月10日 - 正八位[6]
- 1914年（大正3年）2月10日 - 従七位[7]
- 1919年（大正8年）3月20日 - 正七位[8]
- 1924年（大正13年）5月15日 - 従六位[9]
- 1929年（昭和4年）7月1日 - 正六位
- 1934年（昭和9年）7月16日 - 従五位
- 1939年（昭和14年）8月1日 - 正五位
- 1944年（昭和19年）8月15日 - 従四位

- 1945年（昭和20年) 5月18日 - 正四位

勲章
- 1926年 (大正15年) 7月26日 - 勲六等瑞宝賞
- 1930年 (昭和5年) 7月8日 - 勲五等瑞宝賞
- 1935年 (昭和10年) 8月12日 - 勲四等瑞宝賞
- 1936年 (昭和11年) 7月10日 - 勲三等旭日中綬章
- 1940年 (昭和15年) 4月29日 - 勲二等瑞宝賞